# Теорія ризику інвестицій Гарі Марковіца

## Поняття ціни капіталу
Корпорація купує необхідний їй капітал на фінансовому ринку, його ціна — позичковий процент.
Для корпорації сплата процента є витратами; чим вища ціна капіталу, тим вищі витрати. Від ціни капіталу залежить прибуток корпорації, який залишається після виплати процентів і податків. Він визначає подальші можливості нагромадження й економічне зростання. Для кредитора корпорації позичковий процент — це дохід; чим вищий процент, тим більший дохід одержує кредитор. На доходи кредитора і, відповідно, на витрати корпорації впливає ризик.
У сучасній економічній літературі вживаються два поняття: невизначеність і ризик, пов'язані з ціною капіталу. Невизначеність — ситуація, за якої неможливо точно передбачити, що буде, наприклад, якщо ціна капіталу підвищується. Ризик — поняття складніше, це ситуація, коли, приймаючи рішення, необхідно враховувати невизначеність, оскільки від цього залежить подальший розвиток корпорації, її добробут. Припустимо, що на ринку складається ситуація, за якої ціна капіталу буде підвищуватися обов'язково, що підтверджується рухом показників ринку капіталів. Менеджери корпорації зобов'язані брати це до уваги, приймаючи рішення щодо емісії цінних паперів. Отже, ризик — це невизначеність у русі майбутніх грошових потоків.

## Статистичний вимір ризику
Почнемо виклад теорії ризику з вивчення його статистичного виміру. Коливання доходу акцій або інших цінних паперів, тобто ризик, виражається в тому, що інвестор не отримує очікуваного доходу, або отримує його в розмірі, нижчому від очікуваного.
Ризик вимірюється двома статистичними показниками: дисперсією і стандартним відхиленням.
Дисперсія {\displaystyle \sigma ^{2}\,} — це середнє значення квадратів відхилень реальної дохідності акцій (портфеля) від середньої дохідності. Стандартне відхилення визначається як квадратний корінь з дисперсії {\displaystyle \sigma ={\sqrt {\sigma ^{2}}}\,}.
Обидва показники вимірюють відхилення доходу даного року (місяця і т. д.) від середнього історичного; чим більше відхилення від середньої величини доходу, тим ризикованішим є інвестування в даний цінний папір.
Наведемо приклад розрахунку дисперсії і стандартного відхилення. Припустимо, що дві гіпотетичні компанії N і M мали таку дохідність своїх акцій за п'ять років:
| Рік                   | Дохідність компанії N(x | Дохідність компанії M(x) |
| --------------------- | ----------------------- | ------------------------ |
| 1                     | −0,18                   | 0,04                     |
| 2                     | 0,40                    | 0,08                     |
| 3                     | 0,28                    | −0,10                    |
| 4                     | 0,10                    | 0,09                     |
| 5                     | 0,07                    | 0,11                     |
| {\displaystyle \sum } | 0,67                    | 0,22                     |

1. Визначаємо середню дохідність за п'ять років ({\displaystyle {\bar {x}}\ }):
Компанія N: 0,67 / 5 = 0,134 або 13,4%;
Компанія M: 0,22 / 5 = 0,044 або 4,4%.
2. Визначаємо відхилення реальної дохідності від середньої і квадрат відхилення:
| Рік                   | {\displaystyle x-{\bar {x}}\ K*N} | Квадрат відхилення | {\displaystyle x-{\bar {x}}\ K*M} | Квадрат відхилення |
| --------------------- | --------------------------------- | ------------------ | --------------------------------- | ------------------ |
| 1                     | −0,314                            | 0,099              | −0,004                            | 0,000016           |
| 2                     | 0,266                             | 0,071              | 0,036                             | 0.0013             |
| 3                     | 0,146                             | 0,021              | −0,144                            | 0,0207             |
| 4                     | −0,034                            | 0,0012             | 0,046                             | 0,0021             |
| 5                     | −0,064                            | 0,004              | 0,066                             | 0,0044             |
| {\displaystyle \sum } | 0                                 | 0,1962             | 0                                 | 0.028516           |

3. Вимірюємо ризик за цінними паперами: дисперсію ({\displaystyle \sigma \ }2) і стандартне відхилення ({\displaystyle \sigma \ }):
| Корпорація N                                         | Корпорація M                                        |
| ---------------------------------------------------- | --------------------------------------------------- |
| {\displaystyle \sigma \ 2=0,1962/5=0,03924}          | {\displaystyle \sigma \ 2=0,02516/5=0,0057}         |
| {\displaystyle \sigma \ ={\sqrt {(}}0,03924)=0,1981} | {\displaystyle \sigma \ ={\sqrt {(}}0,0057)=0,0755} |

Ситуація
Уявімо, що ви — фінансовий менеджер з формування портфеля інвестицій і вам потрібно вибрати один із двох цінних паперів. Акції К*N приносять вищий дохід, у середньому за п'ять років — 13,4%, акції К*M дають нижчий дохід — 4,4%. Високий дохід акцій К*N пов'язаний з вищим ризиком, дорівнює 19,81%, тоді як у К*M значення {\displaystyle \sigma \ } нижче — 7,55%. У цьому випадку, якщо компанія проводить агресивну політику на фінансовому ринку, менеджер повинен вибрати акції компанії N. Якщо ж компанія проводить оборонну політику, то краще віддати перевагу акціям компанії M.

## Основні принципи теорії Г. Марковіца
Теорію ризику інвестицій на ринку капіталу розробив американський економіст Гаррі Марковіц, основні положення якої були опубліковані в 1952 р. Зауважимо, що до Г. Марковіца великих праць з проблеми, що розглядається, не було. Це можна пояснити браком інформації. Її накопичення відбувалося в умовах швидкого розвитку фінансового ринку, акціонерного капіталу, поглиблення його капіталізації. У цих умовах постали практичні завдання врахування ризику і його можливого подолання, що, у свою чергу, вимагало створення фундаментальної теорії.

///////////
Рис. 1. Графік кривих байдужності інвестора, котрий уникає ризику
На горизонтальній прямій (рис. 1) відкладені значення стандартних відхилень ({\displaystyle \sigma \ }р), на вертикальній — очікувана дохідність {\displaystyle {\bar {\gamma }}\ \ p} . На підставі аналізу кривих байдужності можна зробити такі висновки.
Перший — усі портфелі, що містяться на одній кривій байдужності, для інвестора є рівноцінними. Портфель В зі стандартним відхиленням у 20% ризикованіший, ніж портфель А зі стандартним відхиленням у 10%. Проте вища очікувана дохідність портфеля В, що становить 12%, відшкодовує високий ризик, тоді як очікувана дохідність портфеля А становить 8%.
Другий — для інвестора будь-який портфель, розташований на кривій байдужності вище і лівіше, буде привабливішим, ніж портфель, розташований нижче і правіше. Точки, які розташовані на графіку, показують, що вище і лівіше будуть міститися портфелі ризикованіші, але і з вищими доходами. Портфель С з більшою очікуваною дохідністю, ніж портфель А, що відшкодовує вищий ризик, тому для інвестора він привабливіший. Портфель С з меншим стандартним відхиленням, ніж портфель В, що компенсує його меншу очікувану дохідність. Тому портфель С є найпривабливішим для інвестора. Американські автори вважають, що кожний потенційний інвестор повинен побудувати для свого внутрішнього користування криві байдужності, які б ураховували різні варіанти сполучень очікуваних показників дохідності і стандартних відхилень.
Інвестор може скласти нескінченну множину портфелів. Проте оцінювати всі портфелі йому не обов'язково. Свій оптимальний портфель він мусить вибрати з множини портфелів. З цією метою використовується теорема про ефективну множину (efficient set theorem). На графік з кривими байдужності наноситься рисунок ефективної множини.
На рисунку ефективної множини (заштриховано) точками позначені дохідність і ризик кожної акції (рис. 2). Інвестор на підставі своїх переваг може з цих акцій скласти найрізноманітніші портфелі. Область, в якій розташовані точки, називається ефективною множиною (efficient set), а лінія, що графічно її окреслює, — ефективною межею (efficient frontier). Наміри інвестора полягають у тому, щоб очікувана дохідність інвестицій зростала зі зниженням ризику, тому портфелі, що містяться на ефективній межі, будуть оптимальними. При цьому слід зауважити, що ефективний портфель індивідуальний для кожного інвестора. У точці G буде розташований ефективний портфель для інвестора, що очікує мінімальний дохід за мінімального ризику. У точці S міститься ефективний портфель для інвестора, що передбачає максимально високий дохід з максимально можливим ризиком. Можливі численні проміжні варіанти.
///////////////////////
Рис. 2. Вибір оптимального портфеля
Як показано на рис. 2, ефективний портфель буде розташований на одній із кривих байдужності в точці дотику межі ефективної множини. Точка О* на кривій байдужності І2 дотикається межі ефективної множини. Портфель, що міститься в точці О*, буде найефективнішим з усіх портфелів, які можуть бути розташовані вздовж межі ефективної множини. Ця точка найвища і розташована лівіше інших. Теоретично інвестор бажав би, щоб точка дотику містилася на кривій І3, проте в даному варіанті її немає.
Модель Г. Марковіца з практичного погляду в 1950-х роках була мало придатною. Засоби опрацювання інформації тих часів не могли забезпечити швидкого і надійного обчислення ефективної множини й ефективних портфелів. З появою у 80-х роках високопродуктивних комп'ютерів з'явилася реальна можливість розрахунку ефективної множини для кількох тисяч цінних паперів за лічені хвилини. З'являється і відповідна лексика.
Обчислення ефективної множини й ефективного портфеля з допомогою використання комп'ютера називається «оптимізацією», а інвестори застосовують «техніку оптимізації». Проте інвестори часто віддають перевагу використанню певного набору правил і закономірностей. Як зазначають американські автори, «оптимізація» веде до знищення «артистизму і грації» в управлінні інвестиціями. «Оптимізація» не може врахувати історичних подій, надзвичайних обставин. Висновок, якого доходять автори, такий: «Ніщо не може замінити прогноз кваліфікованого спеціаліста про дохідність і ризик цінних паперів, заснований на правильному застосуванні поняття ринкової рівноваги».